# Søren Larsen (kirurg)
Søren Eskildsen Larsen, född 16 februari 1802 i Kerteminde, död 17 november 1890 i Köpenhamn, var en dansk kirurg.
Larsen utbildades vid Det Kongelige Kirurgiske Akademi och tog examen med utmärkelse 1828, men hade redan två år tidigare fått fast anställning på Almindelig Hospital under Rasmus Samuel Thal. Han blev 1829 "docerende kandidat" vid akademien och fick en fast lärartjänst där 1836, då han samtidigt blev reservkirurg vid Frederiks Hospital under Gundelach Møller.
Larsen hade stort vetenskapligt intresse och var medstiftare av sällskapet "Philiatrien", och han blev en ledare i dansk kirurgi, särskilt efter att han 1843 hade tillträtt överkirurgstjänsten vid Almindelig Hospital som Thals efterträdare, och där hade visat sig lika framstående som kirurg, klinisk lärare och författare.
Då Kommunehospitalet togs i bruk och Almindelig Hospitals kirurgiska avdelning nedlades, lämnade Larsen överkirurgstjänsten (1863). Han blev 1868 hedersdoktor vid Lunds universitet. Han skrev en mängd, mest kliniska föredrag, i "Ugeskrift for Læger" och "Hospitalsmeddelelser".
Larsens främsta betydelse ligger i att han förstod vad dåtidens största framsteg – införandet av kloroform och eter till narkos – betydde, och införde det i Danmark vid en tidpunkt, då man inte kommit mycket längre än de första försöken: dessutom hans framgångsrika plastiska operationer och hans införande av trakeotomi som operationsmetod vid difteri, vilket i hans händer blev en framgång till skillnad från annorstädes. Det kan också nämnas att hans sårbehandling var sådan art, att de septiska sjukdomarna nästan inte alls vann insteg på hans avdelning.

## Utmärkelser
- Riddare av Dannebrogorden,  1853[2]
- Dannebrogsmännens hederstecken,  1882[2]

[Redigera Wikidata]